# Réserves de pétrole en Russie

Carte des principales régions pétrolières et gazières en Russie.

Des estimations très divergentes sur les réserves prouvées de pétrole en Russie furent établies, dont la plupart intégraient les réserves de Sibérie occidentale, exploitées depuis les années 1970 et fournissant les deux tiers du pétrole russe. Cependant, il existe d'énormes réserves potentielles ailleurs. En 2005, le ministère russe des Ressources naturelles estima que 4,7 milliards de barils (0,75 × 109 m3) de pétrole se trouvaient en Sibérie orientale. En juillet 2013, le ministère des Ressources naturelles de Russie publia des estimations officielles des réserves disponibles pour la première fois. Selon le ministre des Ressources naturelles de Russie Sergey Donskoy, au 1er janvier 2012, les réserves récupérables de pétrole en Russie de catégorie ABC1 (équivalant à des réserves prouvées) s’élevait à 17,8 milliards de tonnes et les réserves de catégorie C2 (équivalant aux réserves probables et possibles) était de 10,9 milliards de tonnes.

## Production
Après l'effondrement de l'Union soviétique, la production de pétrole russe baissa fortement, et rebondit seulement ces dernières années. L’Union soviétique atteignit un pic de production avec 12,58 millions de barils par jour (2,0 × 106 m3/j) tous liquides confondus en 1988, puis la production chuta à environ 6 millions de barils par jour (950 000 m3/j) au milieu des années 1990. Le redressement de la production pétrolière russe débuta en 1999, ce que de nombreux analystes attribuèrent à la privatisation de l'industrie. La hausse des prix mondiaux du pétrole, l'utilisation de la technologie japonaise, et le rajeunissement de vieux champs pétrolifères y contribuèrent également. En 2007, la production russe avait de nouveau atteint 9,8 millions de barils par jour (1,56 × 106 m3/j), mais croissait à un rythme plus lent que sur la période 2002-2004. En 2008, la production baissa de 1 % au premier trimestre et le vice-président de Lukoil, Léonid Fedoun, affirma que 1 000 milliards de dollars devraient être dépensés dans le développement de nouvelles réserves si les niveaux actuels de production devaient être maintenus. Le rédacteur en chef de Russian Petroleum Investor affirma que la production russe avait atteint un pic secondaire en 2007.
En 2007, la Russie produisit environ 9,8 millions de barils par jour (1,56 × 106 m3/j) de produits pétroliers liquides, consomma environ 2,8 millions de barils par jour (450 000 m3/j), et exporta (en net) environ 7 millions de barils par jour (1,1 × 106 m3/j). Plus de 70 % de la production pétrolière russe fut exportée, tandis que les 30 % restant furent raffinés sur place. Au début de 2008, les responsables russes manifestèrent leur inquiétude parce qu’après une hausse de seulement 2% au cours de 2007, la production de pétrole commença à décroître à nouveau en 2008. Le gouvernement russe proposa des réductions d'impôt sur le pétrole afin de stimuler la production.
En 2011, la production pétrolière russe avait augmenté à 10,54 millions de barils/jour. La Russie était le plus grand producteur et exportateur de pétrole au monde.

## Estimations des réserves
Les estimations des réserves de la Russie dans le tableau ci-dessous furent publiées en 2006, sauf celle de l'EIA.
|                                            | 109 barils | 109 m3 | Type de réserves                                |
| ------------------------------------------ | ---------- | ------ | ----------------------------------------------- |
| Oil & Gas Journal                          | 60         | 9,5    | Réserves prouvées au sens de la SPE             |
| John Grace                                 | 68         | 10,8   | Réserves prouvées SPE                           |
| World Oil                                  | 69         | 11     | Réserves prouvées SPE                           |
| British Petroleum                          | 72         | 11,4   | Réserves prouvées SPE                           |
| US Energy Information Administration       | 80         | 13     |                                                 |
| 10 plus grandes société pétrolières russes | 82         | 13     | ABC1                                            |
| E Khartukov (Expert pétrolier russe)       | 110        | 17     | ABC1                                            |
| United States Geological Survey            | 116        | 18,4   | Réserves prouvées SPE                           |
| Ray Leonard (MOL)                          | 119        | 18,9   | ABC1                                            |
| Wood Mackenzie                             | 120        | 19     | Réserves prouvées SPE                           |
| IHS Energy                                 | 120        | 19     | ABC1                                            |
| Mikhail Khodorkovsky                       | 150        | 24     |                                                 |
| Brunswick UBS (consultants)                | 180        | 29     | Réserves prouvées probable, et possible SPE     |
| DeGolyer and MacNaughton (audit)           | 200        | 32     | inconnu, possiblement des réserves prouvées SPE |

La classification ABC1 est fondée sur le système russe, et le plus proche équivalent de ce système est celui des réserves prouvées de la Society of Petroleum Engineers (SPE). Il est considéré par certains comme un peu moins strict que les réserves prouvées de la SPE. 
Le 29 septembre 2014, lors d'une conférence de presse, le président de l'Union des producteurs de pétrole et de gaz de Russie, Guennadi Shmal, affirma que les réserves de pétrole découvertes de la Russie (ABC1) s’élevaient à 17,8 milliards de tonnes (17,8 × 1012 m3), et que les réserves C2 s’élevaient à 8 milliards de tonnes. La désignation russe ABC1 correspond à des réserves prouvées (réserves prouvées en production, réserves prouvées non en production, et réserves prouvées non développées), tandis que C2 correspond aux réserves probables et possibles.

## Pétrole de réservoirs étanches
D’importantes réserves de pétrole de réservoirs étanches, telles que celles contenues dans la formation de Bazhenov sont soupçonnées d'exister en Sibérie occidentale. Wood Mackenzie estimait que la formation Bazhenov contenait 2 000 milliards de barils de pétrole en place ; les taux de récupération réalisables étant inconnus.

## Arctique
Les eaux russes de l'Arctique pourraient contenir 100 milliards de tonnes de pétrole et de gaz.